# Ніколай Аггер
Ніколай Аггер (дан. Nicolaj Agger, нар. 23 жовтня 1988, Відовре) — данський футболіст, що грав на позиції нападника.
Виступав, зокрема, за клуб «Брондбю», а також молодіжну збірну Данії.

## Клубна кар'єра
Народився 23 жовтня 1988 року в місті Відовре. Вихованець футбольної школи клубу «Брондбю». Дорослу футбольну кар'єру розпочав 2006 року в основній команді того ж клубу, в якій провів три сезони. 
Згодом з 2009 по 2017 рік грав у складі команд «Сеннер'юск», «Брондбю», «Юргорден», «Брондбю», «Вейле-Кольдінг», «Вайле» та «Сількеборг».
Завершив ігрову кар'єру у команді «Відовре», за яку виступав протягом 2018—2021 років.

## Виступи за збірні
У 2004 році дебютував у складі юнацької збірної Данії (U-17), загалом на юнацькому рівні взяв участь у 20 іграх, відзначившись 8 забитими голами.
З 2008 року залучався до складу молодіжної збірної Данії. На молодіжному рівні зіграв у 6 офіційних матчах, забив 3 голи.